# Jocelyne Cazin
Pour les articles homonymes, voir Cazin.
Jocelyne Cazin, née à Vire le 12 décembre 1950, est une journaliste, commentatrice et animatrice de télévision québécoise et auteure de quatre livres dont  son autobiographie, Ma véritable identité publié en 2020 Éd. Libre Expression et de deux polars publiés chez Flammarion Québec

## Biographie

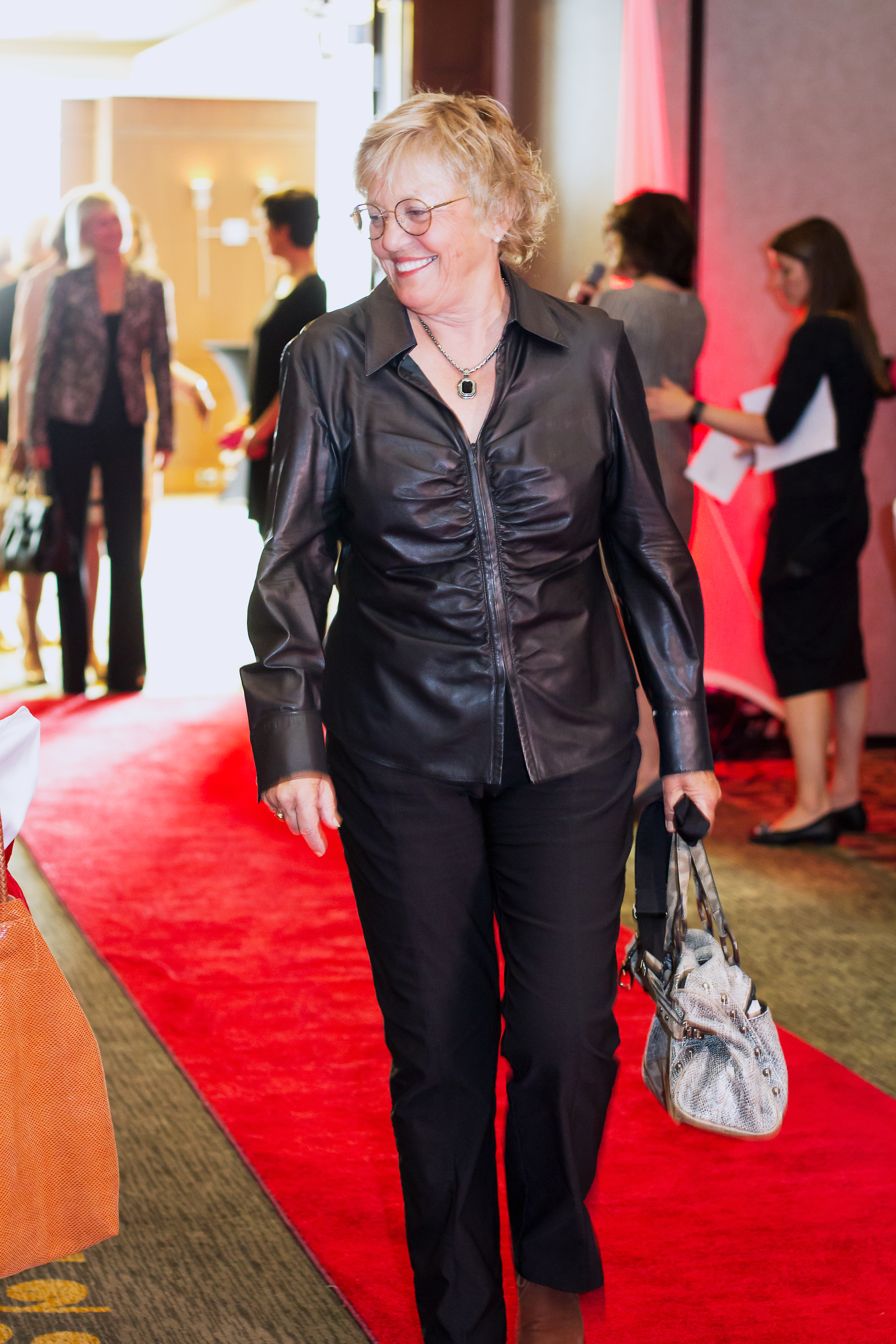
Jocelyne Cazin

Jocelyne Cazin est la fille d'immigrants qui ont effectué la traversée de la France vers le Canada en 1952, alors qu’elle était âgée de 18 mois. 
Elle devient la première femme à avoir couvert les faits divers au Québec en 1979. 
Elle a été récipiendaire du Prix Judith-Jasmin pour le meilleur reportage radio sur l'insémination artificielle.
Après 10 ans à la radio, dont 5 années au réseau Télémédia -CKAC, Jocelyne arrive au réseau TVA en 1985. Elle a été tour à tour correspondante parlementaire à Québec, elle a couvert les Jeux olympiques de Calgary, a aussi été reporter à l'émission Le Match de la Vie animée par Claude Charron.
Elle devient présentatrice de nouvelles en 1989, ce qui lui a permis de couvrir la crise amérindienne d'Oka à l'été 1990. Et entretemps elle s'est jointe à l'équipe de Salut Bonjour de 1989 à 1993.
De 1993 à 2001, Jocelyne anime une émission d'enquêtes et d'affaires publiques, J.E. et J.E. en direct, de concert avec Gaétan Girouard. Cette émission d'enquêtes est à l'époque très populaire auprès du public et moins populaire auprès des fraudeurs. Son collègue et ami Gaétan Girouard se suicide en 1999. Même après sa mort, elle continue d'animer l'émission J.E. jusqu'en 2001. 
Par la suite, elle anime l'émission d'actualité et d'affaires publiques Dans la mire.com dès 2001. À la fin du mois de septembre 2001, Jocelyne se retire puisqu'elle souffre d'une pleurésie. Ses médecins ont découvert qu'elle a souffert d'un choc post-traumatique, à la suite de la mort de son collègue et ami Gaétan Girouard. Après un congé forcé de trois mois, elle est de retour à la barre de son émission en janvier 2002.
En 2005, Jocelyne annonce qu'elle quitte l'animation de Dans la mire.com à TVA en juin pour se joindre à l'équipe de LCN à la rentrée automnale. Elle commente l'actualité à LCN le matin jusqu'en juin 2008, moment où elle annonce qu'elle quitte la télévision pour s'accorder une « pause plaisir ».
En 2006 Mme Cazin anime la série documentaire Tragédies sur la chaîne Historia les lundis à 20 heures. En 2009, tournage d'une troisième série.
Jocelyne Cazin est fréquemment invitée à titre de conférencière. Elle est également sollicitée pour animer des débats, des congrès, des panels. Elle a été marraine du projet La Relève de la Maison des jeunes Kekpart de Longueuil de 2003 à 2010. 
Ce premier centre de formation dans les arts de la scène au Québec permet depuis 2007 à des dizaines de jeunes d'éviter le décrochage scolaire ou la délinquance juvénile. Mme Cazin croit fermement que les jeunes ont plus que jamais besoin d'être motivé par un projet de vie stimulant. Elle leur dit: "Vivez vos rêves plutôt que rêver votre vie."
En 2015, Jocelyne Cazin devient marraine de la Fondation André Boudreau  dans le but d'aider les jeunes de 12/17 ans aux prises avec des problèmes de dépendance (alcool, drogues, etc.)
Une autre cause tient à cœur Jocelyne Cazin, la sclérose en plaques : une maladie qui touche de plus en plus de personnes au Canada, dont environ 20,000 au Québec seulement. De 2005 à 2010 Madame Cazin a été porte-parole du marathon de golf de la Société canadienne de la sclérose en plaques. 100 trous de golf en une journée font partie des défis qu'aime relever Jocelyne Cazin pour la bonne cause. De 2010 à 2019, Jocelyne a été co-présidente du Défi Golf pour la SP.
En 2014, Jocelyne Cazin a publié un premier livre: J'ose déranger, Éd.Publistar Son livre se veut des réflexions et des révélations sur la base de ses expériences de vie personnelles et professionnelles. Elle y traite notamment de retraite, de bénévolat, de relève, de responsabilisation, des relations ardues avec sa mère, des deuils. Elle ose faire des révélations sur la descente aux enfers de son collègue Gaétan Girouard.
En 2015, après plusieurs sollicitations de différents partis politiques, Jocelyne Cazin accepte finalement de se lancer en politique avec la formation de François Legault, la Coalition Avenir Québec dans la circonscription de Chauveau. Elle est défaite face à la libérale Véronyque Tremblay aux élections partielles du 8 juin 2015.
En 2020, Jocelyne Cazin accepte finalement de publier son autobiographie: Ma véritable identité. 
« Si je peux aider des femmes qui ont vécu comme moi le cœur serré toute leur vie, j'aurai fait œuvre utile à ma petite échelle. » Dans Ma véritable identité, elle évoque avec une sincérité surprenante des événements et des épreuves qui ont marqué son existence et sur lesquels elle porte une touchante réflexion. L'histoire de cette communicatrice légendaire permettra de mieux saisir la réalité de bien des femmes de sa génération : travailleuse acharnée et féministe, elle s'est tournée vers des relations amoureuses féminines quand les deux hommes les plus importants de sa vie l'ont rejetée. Ses multiples abus auraient pu la mener sur des chemins chaotiques, mais sa détermination a eu raison de ses mauvais pas. Pour la première fois, elle accepte de lever le voile sur son parcours étonnant, tumultueux, mais combien riche!
En 2022, Mme Cazin publie son premier polar, Pire que l'éternité, chez Flammarion Québec, puis en 2024 son deuxième roman, une fiction réaliste qui touche les migrants illégaux et les travailleurs temporaires étrangers, Funestes Récoltes chez Flammarion Québec.-  
Jocelyne Cazin est la cousine de Micheline Ostermeyer, championne olympique et pianiste renommée.  

## Œuvres

### Œuvres autobiographiques
- J'ose déranger, Montréal, Publistar, 2014, 176 p.  (ISBN 9782895625193)
- Ma véritable identité, Montréal, Libre Expression, 2020, 208 p.  (ISBN 9782764814376)

### Fictions

#### Romans policiers
- Pire que l'éternité, Montréal, Flammarion Québec, 2022, 292 p.  (ISBN 9782898110597)
- Funestes récoltes,  Flammarion Québec, 2024, 312 pages

## Récompenses
- 1985 - Récipiendaire du Prix Judith-Jasmin pour le meilleur reportage radio au Québec.
- 1999, 2000, 2001 et 2003 - Récipiendaire du trophée Artis - meilleure animatrice d'émissions d'affaires publiques au Québec.

## Vie privée
Jocelyne Cazin refuse les étiquettes sur sa sexualité